# Aka Ana
Pour plus de détails, voir Fiche technique et Distribution.
Aka Ana est un documentaire français réalisé par Antoine d'Agata et sorti en 2008.

## Fiche technique
- Titre : Aka Ana
- Réalisation : Antoine d'Agata
- Photographie : Antoine d'Agata
- Son : Julien Roig et Vincent Verdoux
- Montage : Yann Dedet
- Production : Lazennec tout court
- Pays  :  France
- Genre : documentaire
- Durée : 60 minutes
- Date de sortie : France - 24 novembre 2008

## Distinctions

### Sélections
- Festival international du film de Locarno 2008[1]

### Récompenses
- Grand prix du long métrage documentaire au Festival du film de Belfort - Entrevues 2008[2]